# Houdini (minissérie)
Houdini é uma minissérie americana de duas partes escrita por Nicholas Meyer e dirigida por Uli Edel. Foi exibida nos Estados Unidos em 1 e 2 de setembro de 2014, no horário das 21h00  pelos canais History e A&E. Foi exibida no Brasil em 28 e 29 de setembro de 2014, no horário das 20h00  (primeira parte) e no horário das 22h00  (segunda parte). Foi exibida pela Rede Globo em formato de minissérie dividida em 4 capítulos do dia 5 de janeiro de 2016 a 8 de janeiro de 2016, logo após a minissérie Ligações Perigosas. A Rede Globo está reexibindo a minissérie em quatro capítulos, entre 28 de fevereiro e 3 de março de 2017. É baseada no livro Houdini: A Mind in Chains: A Psychoanalytic Portrait de Bernard C. Meyer, M.D.

## Sinopse
A minissérie de duas partes segue as épicas histórias do ilusionista Harry Houdini, enquanto ele emerge como a primeiro genuíno superastro americano de renome mundial no final do século XIX e começo do século XX.
Uma jornada emocionante pela psique de Houdini, a minissérie mergulha fundo por trás das cortinas e mostra a vida dele através de seus dublês, suas visões e sua maestria na arte da ilusão.

## Elenco
- Adrien Brody como Harry Houdini; um escapista e ilusionista considerado por muitos o pai da mágica moderna.
- Kristen Connolly como Bess Houdini; assistente e esposa de Harry.
- Evan Jones como Jim Collins; assistente de Harry.
- Eszter Ónodi como Cecilia Weiss; mãe de Harry.
- Tom Benedict Knight como Dash Houdini; irmão mais novo de Harry.
- Louis Mertens como Erich Weiss; Harry jovem.
- Tim Pigott-Smith como William Melville; chefe do MI5.
- Shaun Williamson como Sidney Reilly; agente do MI5 e comandante de Harry.
- David Calder como Arthur Conan Doyle; criador de As aventuras de Sherlock Holmes e crente em espiritismo.
- Linda Marlowe como Lady Doyle; esposa clarividente de Arthur Conan Doyle.

## Produção

### Desenvolvimento
Em 10 de abril de 2013, o canal History anunciou o desenvolvimento de uma minissérie biográfica sobre Harry Houdini com Adrien Brody anexado para estrelar. Em 19 de agosto de 2013, foi anunciado que a minissérie recebeu sinal verde, com Kristen Connolly anunciada como co-estrela de Brody e Uli Edel como diretor. O roteiro foi adaptado por Nicholas Meyer do livro de 1976 Houdini: A Mind in Chains: A Psychoanalytic Portrait (escrito por seu pai Bernard C. Meyer, M.D). Patrizia von Brandenstein e Karl Walter Lindenlaub também foram anunciados como diretora de arte e diretor de fotografia. Em 17 de setembro de 2013, foi anunciado que o ator Evan Jones tinha sido adicionado ao elenco como o assistente de Houdini, Jim Collins.

### Filmagens
As filmagens de Houdini começaram no dia 30 de setembro de 2013. Ela foi filmada inteiramente em Budapeste, Hungria (local de nascimento de Harry Houdini).

### Música
A partitura de Houdini foi escrita pelo compositor de cinema veterano John Debney. Um fã de longa data de Harry Houdini, Debney entrou no projeto a pedido de um produtor com quem já havia trabalhado na minissérie Bonnie & Clyde (A&E/2013). A trilha sonora de dois volumes foi lançada para download digital pela Lakeshore Records em 26 de agosto de 2014 e mais tarde em CD no dia 23 de setembro de 2014.

### Promoção
Um trailer de Houdini foi lançado online no início de agosto de 2014.